# Geographic Names Information System
El Geographic Names Information System (GNIS) es una base de datos que alberga nombres e información sobre localidades geográficas de Estados Unidos. Alberga más de dos millones de localidades geográficas y culturales de Estados Unidos. Es un tipo de gazetteer (diccionario geográfico). El GNIS fue desarrollado por el Servicio Geológico de los Estados Unidos en cooperación con la Junta de los Estados Unidos sobre Nombres Geográficos (BGN) para promover la estandarización de nombres geográficos. La base de datos es parte de un sistema que incluye nombres en mapas topográficos y fuentes bibliográficas. Las variantes de nombres y las alternativas a los nombres oficiales federales para un lugar también son registrados. La base de datos nunca elimina una entrada, "salvo en los casos de duplicación obvia".